# Apostiche
Les apostiches (grec ancien : Άπόστιχα ; slavon d'église: stikhíry na stikhóvne) sont un ensemble de versets psalmiques (stichos)  auxquels sont associés des stichères. Contrairement au Lucernaire et aux laudes, elles ne s'insèrent pas dans la récitation de plusieurs psaumes en entier. Les apostiches sont chantées à la fin des Vêpres et à l'Orthros dans les Églises d'Orient – Églises orthodoxes et Églises catholiques de rite byzantin.

## Usage des apostiches
La traduction littérale du terme grec est « hymne sur le verset ». Les stichères des apostiches sont au nombre de trois. Dans les apostiches, tous les stichères sont liés à un verset psalmique excepté le premier. Les apostiches s'achèvent avec la doxologie « Gloire au Père... Et maintenant... » et le chant d'un doxastikon et d'un théotokion, ou d'un théotokion seul.
Dans l'octoèque, il y a pour chaque jour de chaque ton des apostiches aux Vêpres, et pour chaque jour sauf le dimanche aux matines : elles appartiennent aux offices non festifs. On les omet donc aussi lorsqu'on célèbre une fête importante, et on les remplace par les stichères des laudes du Ménée qui sont alors chantées.
Aux Vêpres des dimanches (c'est-à-dire le samedi soir), on chante un stichère de plus que les jours de semaine. Les trois derniers stichères, composés par Saint Jean Damascène pour chaque dimanche des huit tons de l'Octoèque, commencent chacun par une lettre grecque en suivant l'ordre alphabétique.

### Sources
- (en) Archimandrite Ephrem, Blackwell Dictionary of Eastern Christianity, Oxford, Blackwell Publishing, 1999, 581 p. (ISBN 978-0-631-18966-4, BNF 37535843), Aposticha and Sticheron ;
- (en) Monks of New Skete, Hymns of Entreaty, Cambridge, New York, New Skete, 1987, 450 p. (ISBN 978-0-935129-09-0, lire en ligne) ;
- Définition d'apostiches.